# 山下貴史
山下 貴史（やました たかふみ、1952年10月24日 - ）は、日本の政治家、農林水産官僚。元北海道深川市長（4期）。元衆議院議員（1期）。勲等は旭日小綬章。

## 概要
北海道留萌市に生まれ、幌加内町で育つ。北海道深川西高等学校、東京大学法学部卒業。1976年、農林省（現農林水産省）入省。本省勤務の他、在ベルギー日本大使館で一等書記官を3年間務めた。1999年、農林水産省を退官。
2000年、第42回衆議院議員総選挙に北海道10区から自由民主党公認で立候補したが、民主党前職の小平忠正に敗れ、落選。2003年11月の第43回衆議院議員総選挙では北海道10区で再び小平に敗れたが、重複立候補していた比例北海道ブロックで復活し、初当選した。当選後、亀井派（当時）に入会。
2005年7月5日の衆議院本会議における郵政民営化法案の採決では反対票を投じ、造反。このため同年9月11日の第44回衆議院議員総選挙では自民党の公認を得られず、無所属で北海道10区から立候補。自民党は元青ヶ島村教育長の飯島夕雁を擁立した。得票数は小平、山下、飯島の順で、次点の山下は落選したが、3位の飯島は比例北海道ブロックの名簿で1位に登載されていたため、比例復活により当選。
2006年、深川官製談合事件により当時の深川市長だった河野順吉が逮捕され、辞職。河野の逮捕に伴い、翌2007年1月21日に実施された深川市長選挙に無所属で立候補し、初当選した。2010年12月の深川市長選挙では、山下以外に立候補を届け出た者がいなかったため、無投票により再選。2014年、2018年の選挙も無投票で当選した。
2022年12月の深川市長選では、5選を目指し立候補。自民党北海道連、公明党中空知総支部からの推薦を受け、3人による16年ぶりの選挙戦に臨んだが、立憲民主党の国会議員らの支援を受けた元同市議会議員の田中昌幸に約700票差で敗れ落選した。
※当日有権者数：17,021人 最終投票率：60.18%（前回比：pts）
| 候補者名   | 年齢 | 所属党派 | 新旧別 | 得票数  | 得票率 | 推薦・支持                                           |
| ---------- | ---- | -------- | ------ | ------- | ------ | ---------------------------------------------------- |
| 田中昌幸   | 61   | 無所属   | 新     | 4,930票 | 48.5%  |                                                      |
| 山下貴史   | 70   | 無所属   | 現     | 4,222票 | 41.5%  | 推薦：自由民主党北海道支部連合会、公明党中空知総支部 |
| 佐々木一夫 | 72   | 無所属   | 新     | 1,010票 | 9.9%   |                                                      |

2023年1月20日をもって市長を退任した。
2024年（令和6年）春の叙勲で旭日小綬章受章。

## 政策
- 健康増進法を努力規定ではなく義務規定として、受動喫煙防止を徹底することに反対[9]。